# Legally Blonde (musical)
Legally Blonde is een Amerikaanse musical met de muziek en tekst geschreven door Laurence O'Keefe en Nell Benjamin. Het verhaal is gebaseerd op het boek Legally Blonde geschreven door Amanda Brown en de in 2001 uitgekomen film met dezelfde naam, waarin Reese Witherspoon de hoofdrol speelde.

## Amerika
Legally Blonde begon in een pre-Broadway-uitvoering in San Francisco, Californië. In april 2007 werd de show verplaatst naar Broadway's Palace Theatre, waar hij in première ging met vooral positieve kritieken en haalde meer dan $1,000,000 per week op. Jerry Mitchell was de regisseur en choreograaf. De originele hoofdrolspelers waren Laura Bundy als Elle Woods, Christian Borle als Emmett Forrest en Richard H. Blake als Warner. De show werd genomineerd voor zeven Tony's maar was niet in staat om er één te winnen. De productie op West End begon haar try-outs op 5 december 2009 in Savoy Theatre in Londen en ging in première op 13 januari 2010. De huidige hoofdrolspelers zijn Sheridan Smith als Elle Woods en Duncan James als Warner.
De musical werd opgenomen voor MTV in september 2007 en een maand later uitgezonden. Van deze opname zijn fragmenten op youtube te vinden. In een talentenjachtprogramma op tv werd gezocht werd naar de volgende persoon om Elle Woods op Broadway te gaan spelen. De winnares werd Bailey Hanks, die de rol vervolgens speelde vanaf 23 juli 2008 tot en met het einde van de productie op 19 oktober 2008.

## Nederland
In Nederland was deze musical in 2010 te zien. De rechten zijn verworven door V&V Entertainment, onder leiding van Albert Verlinde en Roel Vente. Daarmee was Nederland, na de VS en Engeland, het derde land dat de musical op de planken bracht.
De musical ging in première op 10 oktober 2010 en werd geregisseerd door Martin Michel. Allard Blom verzorgde de vertaling en transformeerde het verhaal naar de Nederlandse situatie.
Op 27 mei 2010 bezochten de potentiële hoofdrolspelers en producenten de musical in Londen ter voorbereiding en promotie van de productie in Nederland.

## Casting
De originele Broadway cast en de Nederlandse cast.
| Rol                   | Broadway Cast       | Nederlandse Cast      |
| --------------------- | ------------------- | --------------------- |
| Elle Woods            | Laura Bell Bundy    | Kim-Lian van der Meij |
| Alternate Elle        | Annaleigh Ashford   | Madelon van der Poel  |
| Emmett Forrest        | Christian Borle     | Joey Schalker         |
| Paulette Bonafonté    | Orfeh Alimorad      | Laura Vlasblom        |
| Professor Callahan    | Michael Rupert      | Raymond Kurvers       |
| Warner Huntington III | Richard H. Blake    | Roy van Iersel        |
| Vivienne Kensington   | Kate Shindle        | Barbara Hol           |
| Brooke Wyndham        | Nikki Snelson       | Cindy Bell            |
| Serena                | Leslie Kritzer      | Nicky van der Kuyp    |
| Margot                | Annaleigh Ashford   | Madelon van der Poel  |
| Pilar                 | DeQuina Moore       | Dapheny Oosterwolde   |
| Enid Hoopes           | Natalie Joy Johnson | Britt Lenting         |
| Dewey/Kyle            | Andy Karl           | Richard Rodermond     |
| Kate/Chutney          | Kate Wetherhead     | Barbera van der Kaay  |

- De rol van Paulette Bonafonté zou gespeeld worden door Kirsten Cools. Vanwege haar zwangerschap heeft ze de rol teruggegeven en is Laura Vlasblom aangetrokken als vervangster.

## Het verhaal
Het verhaal gaat over Elle Woods, een sociëteitsmeisje, die aan een rechtenstudie aan de Harvard-universiteit begint om haar ex-vriend Warner terug te winnen. Ze ontdekt hoe de kennis van rechten anderen kan helpen en gaandeweg ontdekt ze dat ze meer is dan een 'dom blondje' en wint uiteindelijk een belangrijke rechtszaak waarin ze sportkoningin Brooke Wyndham verdedigt. Met de hulp van haar vriendinnen vindt ze uiteindelijk haar ware liefde in Emmett, een mede-student.

## Muziek
Originele Musicalnummers:
Act I
- Ouverture - Live Orkest
- Omigod You Guys — Elle, Serena, Margot, Pilar en ensemble
- Serious — Elle en Warner
- What You Want — Elle, Serena, Margot, Pilar, Kate en ensemble
- The Harvard Variations — Emmett, Aaron, Enid, Padamadan en Harvard studenten
- Blood in the Water — Callahan en ensemble
- Positive — Elle, Serena, Margot, Pilar en Grieks koor
- Ireland — Paulette
- Ireland (Reprise) — Paulette
- Serious (Reprise) — Elle en Warner
- Chip on My Shoulder — Elle, Emmett, Grieks koor en ensemble
- So Much Better — Elle, Grieks Koor en ensemble

Act II
- Whipped into Shape — Brooke, Callahan en ensemble
- Take It Like a Man — Elle, Emmett en verkopers
- Bend and Snap — Elle, Paulette, Serena, Margot, Pilar en salonmensen
- Positive (Reprise) - Elle, Serena, Margot, Pilar en Grieks Koor
- There! Right There! — Elle, Callahan, Emmett, Brooke, Vivienne, Warner, Enid, Judge, Nikos, Carlos en ensemble
- Legally Blonde — Elle en Emmett
- Legally Blonde Remix/Finale — Vivienne, Elle, Enid en ensemble

'14-'18 · '40-'45 (België) · '40-'45 (Nederland) · De 3 Biggetjes · 3 Musketiers · Aida · Alice in Wonderland · A xXxmas Carola · Anatevka · Assepoester · Belle en het Beest · Billie Holiday · Bloedbroeders · The Bodyguard · Cabaret · Camelot · Cats · Chicago · Ciske de Rat · Cyrano de Bergerac · De Schone van Boskoop · Daens · Dirty Dancing · Doe Maar! · Domino · Doornroosje · Dracula · Drood · Elisabeth · Evita · Fame · De Finale · Flashdance · Foxtrot · Goodbye, Norma Jeane · Grease · Hair · High School Musical · De Jantjes · Jekyll & Hyde · Jersey Boys · Jesus Christ Superstar · Kadanza · De kleine zeemeermin · Koning van Katoren · Kruimeltje · Kuifje: De Zonnetempel · Kunt u mij de weg naar Hamelen vertellen, mijnheer? · The Last Five Years · Lelies · The Lion King · The Little Mermaid · Love Story · Lover of Loser · Mamma Mia! · De man van La Mancha · Mary Poppins · Les Misérables · Miss Saigon · Muerto! · De Muze van Rubens · My Fair Lady · On Your Feet! · Op hoop van Zegen · Oorlogswinter · The Passion · Pauline & Paulette · The Phantom of the Opera · Pinokkio · Red Star Line · Rembrandt · Robin Hood · Romeo en Julia, van Haat tot Liefde · De Rozenoorlog · Shhh...it happens! · Shrek · Soldaat van Oranje · Spring Awakening · De sprookjesmusical Klaas Vaak · Sneeuwwitje · The Sound of Music · Tarzan · Titanic · Turks fruit · Urinetown · De Vliegende Hollander · Wat Zien Ik?! · Wicked · The Wild Party · The Wiz · Wickie de viking de musical
    Portaal Musical